# Trichogramma savalense
Trichogramma savalense är en stekelart som beskrevs av Sorokina 1991. Trichogramma savalense ingår i släktet Trichogramma och familjen hårstrimsteklar.
Artens utbredningsområde är Uzbekistan. Inga underarter finns listade i Catalogue of Life.